# Кляйн, Саша
Саша Кляйн (нем. Sascha Klein; род. 12 сентября 1985) — немецкий прыгун в воду, чемпион мира и Европы, призёр Олимпийских игр.

## Биография
Родился в 1985 году в Эшвайлере (земля Северный Рейн-Вестфалия). В 2006 году стал серебряным призёром чемпионата Европы. В 2008 году принял участие в Олимпийских играх в Пекине, где стал обладателем серебряной медали в синхронных прыжках с вышки, а также стал 6-м в синхронных прыжках с трамплина, и 18-м — в индивидуальных прыжках с вышки; на чемпионате Европы того же года он стал обладателем золотой и серебряной медалей. В 2009 году стал чемпионом Европы. На чемпионате Европы 2010 года стал обладателем трёх золотых наград. В 2011 году завоевал серебряную и бронзовую медали чемпионата мира, а также две золотые медали чемпионата Европы. В 2012 году вновь стал чемпионом Европы, но на Олимпийских играх в Лондоне стал 7-м в синхронных прыжках с вышки, и 10-м — в индивидуальных прыжках с вышки. В 2013 году стал обладателем золотой и бронзовой медалей чемпионата мира, а также золотой и серебряной медалей чемпионата Европы. В 2014 и 2015 годах вновь становился чемпионом Европы. В 2016 году вновь стал чемпионом Европы, но на Олимпийских играх в Рио-де-Жанейро стал 4-м в синхронных прыжках с вышки, и 9-м — в индивидуальных прыжках с вышки. В 2017 году стал обладателем бронзовой медали чемпионата мира.